# Colector (motor)

1- Entrada de mezcla por el colector de admisión (derecha)
4- Salida de gases por colector de escape (izquierda)

En la mecánica de automóviles el término  colector , múltiple o lumbrera se refiere a un conjunto de tubos o conductos que se utilizan para distribuir la mezcla aire/combustible en el ciclo de admisión o bien para recoger los gases de escape del motor en el último ciclo o ciclo de escape. Cuando se unen los conductos o tubos desde 2 o más a uno se le denomina también múltiple de modo que puede haber "múltiple de admisión" y múltiple de escape. Estos tubos están, normalmente, ramificados en varias entradas (o salidas), normalmente un tubo por cada cilindro.

## Colector de admisión
El colector de admisión (hecho normalmente de fundición de aluminio) lleva el aire o mezcla de aire/combustible a la entrada de los cilindros del motor. Cuando la válvula de admisión se abre por la acción del árbol de levas, que tiene un movimiento cíclico sincronizado con el descenso del pistón, se produce un efecto de succión en el colector de admisión causando la entrada de la mezcla en los cilindros.

## Colector de escape
El colector de escape (hecho normalmente de fundición de hierro colado) agrupa las diferentes salidas del cilindro. Después de la explosión del combustible en el interior del cilindro cuando el pistón llega al punto muerto superior (o un poco antes), se abre la válvula de escape y la presión fuerza los gases quemados a salir, siendo impulsados a través del colector de escape al tubo de escape del motor.